# Elisabeth Marain
Elisabeth Marain (Brugge, 24 mei 1943) is een Vlaams schrijfster. Haar bekendste werk is Rosalie Niemand uit 1988, waarvoor ze meerdere prijzen kreeg. Tot haar oeuvre behoren meerdere romans, maar ook verhalen, jeugdverhalen, reisreportages en theater voor jeugd en volwassenen.

## Levensloop
Elisabeth Marain werd geboren tijdens de Tweede Wereldoorlog. Omwille van het werk van haar vader, eerst zeeloods maar nadien kapitein ter lange omvaart, verhuisde de familie naar Berchem waar Marain opgroeide. Ze voltooide haar humaniora niet, maar studeerde nadien wel talen en geschiedenis aan de Antwerpse Volkshogeschool. In 1967 huwde ze en kreeg nadien drie kinderen. Na acht jaar huwelijk overleed haar man, wat ze zou verwerken in haar debuutroman Het tranenmeer.
In de biografische roman Rosalie Niemand beschrijft Marain het levensverhaal van een vrouw (Liliane Stijnen) die bijna vijftig jaar, zonder geestesziek te zijn, in een psychiatrische inrichting verbleef. Marain bewerkte de roman ook zelf naar een toneelscenario. Door middel van het boek Het geweer laat ze zien dat oorlog voor kinderen soms een onwerkelijke wereld is.

## Prijzen
Elisabeth Marain ontving diverse prijzen:
- Prijs voor het Beste Literair Debuut met Het Tranenmeer (1980)
- Provinciale Prijs voor Letterkunde van de Provincie Antwerpen met Het Tranenmeer (1980)
- Provinciale Prijs voor Jeugd en Kinderboek van de Provincie West-Vlaanderen met Fliedero (1981)
- Provinciale Prijs voor Letterkunde van de Provincie West-Vlaanderen met Uitgestelde Thuiskomst (1986)
- Prijs van de Vlaamse lezer met Rosalie Niemand (1989)
- Bip-Bip Hoeraprijs met Rosalie Niemand (1989)
- Sabam Prijs voor Letterkunde (1990)